# Postum
|  | Wiktionary har en ordboksartikel om postum. |

Postum, av latinets postumus (sist), syftar på något som inträffar efter någons död.
- Ett pris eller orden kan utdelas postumt, för att visa eftervärlden, att personen i fråga skulle ha varit värd utmärkelsen under sin livstid.
- Om ett konstnärligt eller vetenskapligt verk utges postumt innebär det, att upphovsmannen har hunnit dö innan utgivningen.
- Om ett barn föds postumt innebär det, att fadern har hunnit avlida under tiden mellan befruktningen och förlossningen. I denna egenskap förekommer benämningen som epitet i vissa kunganamn, till exempel Ladislaus Postumus av Ungern och Böhmen.
- En postum benådning eller en postum återupprättelse kan ske efter ett verkställt dödsstraff, om det efter avrättningen framkommer bevis på att den avrättade i själva verket var oskyldig.